# Koljala
Koljala är en by (estniska: küla) i Lüganuse kommun i landskapet Ida-Virumaa i nordöstra Estland. Byn ligger vid ån Erra jõgi, direkt norr om staden Kiviõli.
I kyrkligt hänseende hör byn till Lüganuse församling inom den Estniska evangelisk-lutherska kyrkan.
Före kommunreformen 2017 hörde byn till dåvarande Sonda kommun.